# Rhaponticum serratuloides
Rhaponticum serratuloides là một loài thực vật có hoa trong họ Cúc. Loài này được (Georgi) Bobrov miêu tả khoa học đầu tiên năm 1960.